# Michael Friedrich Vogt

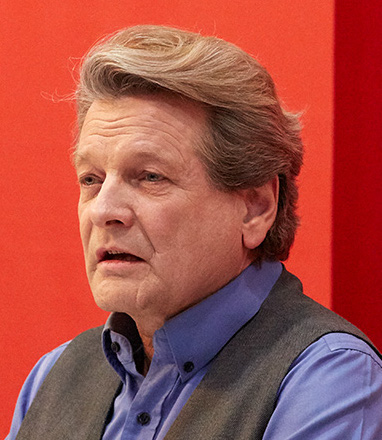
Michael Friedrich Vogt, Buchmesse Leipzig 2016

Michael Friedrich Vogt (* 16. Dezember 1953 in Kassel; † 22. März 2025) war ein deutscher Publizist, Dokumentarfilmer und politischer Aktivist. Vogt war in den 1980er und 1990er Jahren als Dokumentarfilmer tätig, wirkte von 1998 bis 2007 als Lehrbeauftragter (Honorarprofessor) am Institut für Kommunikations- und Medienwissenschaft der Universität Leipzig im Bereich Public Relations und Kommunikationsmanagement und trat bis zu seinem Schlaganfall Ende 2017 vor allem als verschwörungs-ideologischer politischer Aktivist, ("Quer-Denken.TV") und Quer-Denken-Kongress-Organisator in Erscheinung.

## Leben
Michael Vogt wuchs in Kassel auf und besuchte ab 1960 die Grundschule und ab 1964 das Wilhelmsgymnasium, wo er 1972 das Abitur ablegte. Von 1972 bis 1977 studierte er Germanistik, Politikwissenschaft und Geschichte an der Ludwig-Maximilians-Universität München (Magister artium 1977). 1978 begann er mit der Anfertigung seiner Dissertation. 1979 wurde er bei Vera Piroschkow, Privatdozentin für Politische Theorie mit besonderer Berücksichtigung Russlands, an der Philosophischen Fakultät mit der Dissertation Die Anthropologie bei Karl Marx und Friedrich Engels. Konsequenzen eines normativen Menschenbildes zum Dr. phil. promoviert.
Als Student engagierte sich Vogt politisch und wurde im Wintersemester 1972/1973 Mitglied der Burschenschaft Danubia München; 1977 war er ihr Vorsitzender und Sprecher. Vogt war 1973 und 1974 Mitglied des Hochschulpolitischen Ausschusses (HpA), eines Gremiums der Deutschen Burschenschaft, das laut Dietrich Heither et al. „seit Mitte der siebziger Jahre als ‚Durchlauferhitzer‘ für rechtsextremes Gedankengut“ fungierte. 1976 war er Beisitzer im Hauptausschuss der Deutschen Burschenschaft und wurde 1977 ihr Vorsitzender und Sprecher. Vogt wurde später Mitglied des Rings Freiheitlicher Studenten, der 1979 auf Initiative des HpA in der Bundesrepublik gegründet wurde und „stark neofaschistische Tendenzen“ aufwies. Im Zuge eines zeitweiligen Aufenthalts in Köln wurde er 1980 Mitglied der Burschenschaft Germania Köln.
Anfang der 1980er Jahre arbeitete er für Lübbe-TV unter der Chefredaktion von Wolfgang Venohr. Zusammen mit Venohr produzierte er Dokumentarfilme, unter anderem 1983 den Zweiteiler Warum die Deutschen Hitler wählten beziehungsweise Warum die Deutschen Hitler folgten und zusätzlich im gleichen Jahr mit Alfred de Zayas einen Film über alliierte Kriegsverbrechen im Zweiten Weltkrieg, Kriegsverbrechen 1939 bis 1945 Teil I und Teil II. Seit den 1980er Jahren tritt er mit „nationalneutralistischen Positionen“ in Erscheinung. 1984 war er Mitunterzeichner des rechten Aufrufs „Den Frieden retten, Deutschland vereinen“.
In späteren Jahren folgten weitere Produktionen für unterschiedliche Auftraggeber, neben Filmen rund um die Thematik Ernährung und Wellness (unter anderem Pro7 und n-tv) auch umstrittene Beiträge wie 2002 Nemmersdorf 1944: Die Wahrheit über ein sowjetisches Kriegsverbrechen. Der Film ist eingestellt in den Kanal „Bibliotheca Germania“, der neben den Kanälen „Deutsches Schwert“ und „Deutscher Freigeist“ steht. Dort wendet man sich gegen „das BRD-Regime“, sieht „Deutschland besetzt und geteilt“ und wünscht den staatlichen Zustand vor dem Vertrag von Versailles.
Von 1998 bis 2007 war Vogt Honorarprofessor am Institut für Kommunikations- und Medienwissenschaft der Universität Leipzig im Bereich Public Relations. 2007 wurde er entlassen, nachdem er mit dem Rechtsextremisten Olaf Rose 2004 den Film Geheimakte Heß erstellt hatte, der als geschichtsrevisionistisch und fehlerhaft eingeschätzt wurde, und nachdem er an einem „dubiosen“ Treffen in Straßburg teilgenommen hatte, zu dem die damalige rechtsextreme Fraktion Identität, Tradition, Souveränität (ITS) im Europäischen Parlament eingeladen hatte. Vogt bestritt die Teilnahme; Teilnehmer des Treffens, so etwa der Bundesvorsitzende der Republikaner Rolf Schlierer, erinnerten sich freilich anders: „Ja, er war da, wir haben sogar miteinander gesprochen“ (Schlierer). Der Heß-Film basierte vor allem auf Angaben des britischen Autors Martin Allen, von dessen zeitgeschichtlichen Publikationen seit 2005 bekannt ist, dass sie vor allem auf (offenbar von Allen selbst) gefälschten Dokumenten beruhen. Vogt hat auch hinterher immer wieder Allens Thesen öffentlich vertreten, ohne sich – ebenso wenig  wie Rose – argumentativ mit den Fälschungsvorwürfen auseinanderzusetzen. Der Bezug der beiden Filmautoren auf den Würzburger Geschichtsprofessor Rainer F. Schmidt führte zu dessen Protest. Schmidt bedauerte das Interview, das er gab, denn Vogt und Rose würden gezielt eine Klientel bedienen, die nicht an wissenschaftlicher Aufklärung interessiert sei, sondern nur dunklen Verschwörungstheorien nachhänge. Er warf den Filmautoren vor, ihn in der angemaßten Rolle von n-tv-Journalisten getäuscht zu haben.
Ab 2007 trat er als freier Mitarbeiter bei Jan Udo Holeys Internetsender Secret-TV in Erscheinung. Für die Firma Nuoviso interviewte er Heinz Dieterich, Universität Mexiko-Stadt, zu dessen in Lateinamerika erfolgreichem Buch Socialismo del Siglo XXI (dt. Sozialismus des 21. Jahrhunderts). Danach wirkte er als Moderator bei Alpenparlament.tv mit.
2012 publizierte Vogt in den Burschenschaftlichen Blättern ein Manifest „Weg in die Freiheit – Deutschlands Aufbruch 2012“. Darin plädierte er für eine „revolutionäre Neuordnung“, nämlich für die „Abschaffung des Parteienstaates“, für die „Herstellung wirklicher Volksherrschaft“ und den Austritt aus der NATO und der Euro-Zone. Es dürfe nur mehr eine völkische Definition der Zugehörigkeit zum deutschen Volk gelten. „Nach deutschem und burschenschaftlichem Verständnis“ bemesse sich die Eigenschaft „Deutscher“ nach den Kriterien „Abstammung und Kultur“. Leider werde „die bundesrepublikanische Staatsbürgerschaft derzeit inflationär und ohne Rücksicht auf deutsche Herkunft und Abstammung vergeben“. Nach Auffassung Vogts handele es sich bei der Bundesrepublik um ein im Niedergang befindliches System, das sich in einer vorrevolutionären Phase befinde. Die Bundesregierung sah in diesen Äußerungen Anhaltspunkte für verfassungsfeindliche Bestrebungen. Ebenfalls 2012 initiierte Vogt – gemeinsam mit Jo Conrad – das Projekt Aufbruch Gold-Rot-Schwarz. Ziel des Projektes ist insbesondere, jene Gruppen zu vereinen, die, wie etwa die kommissarischen Reichsregierungen, Existenz, Souveränität und Legitimation der Bundesrepublik Deutschland bestreiten.
Vogt war von 2009 bis 2015 Gesellschafter des Schild Verlags in Elbingen und betreibt die Website m-v.tv als Organ der sogenannten Wahrheitsbewegung. Er gehörte bis zu seinem Rückzug nach einem Schlaganfall Ende 2017 dem „Medienbeirat“ des Zusammenschlusses „Wissensmanufaktur“ an, der sich als „unabhängiges Institut für Wirtschaftsforschung und Gesellschaftspolitik“ beschreibt und bekundet, auch solches zu publizieren, was nicht der „political correctness“ entspreche.

## Veröffentlichungen
- mit Olaf Rose: Geheimakte Heß, Geschichte und Hintergründe der gescheiterten deutsch-englischen Friedensverhandlungen – Langfassung der n-tv Dokumentation. DVD, ISBN 3-937163-51-4.
- Die Linke und die Nation mit Peter Brandt. Audio-CD, Verlag: Polarfilm  (31. Oktober 2007).
- Weg in die Freiheit: Deutschlands Aufbruch 2012 – urburschenschaftliches Manifest zur revolutionären Neuordnung. In: Burschenschaftliche Blätter. 2/2012.
- mit Jan van Helsing, Michael Morris, Gerard Menuhin, Andreas Popp, Niki Vogt, David Christensen, Johann G. Schnitzer, Stefan Erdmann, Ben Morgenstern, Johannes Holey, Bruno Mertens, Udo Schultheis, Rudolf Passian und Wolfgang Sipinski: politisch unkorrekt: unbequeme Tatsachen und gefährliche Wahrheiten, die man nicht mehr aussprechen darf! Ama Deus Verlag, Fichtenau 2012, ISBN 978-3-938656-60-0.